# Omri Glazer
Omri Glazer (in ebraico עומרי גלזר‎?; Tel Aviv, 11 marzo 1996) è un calciatore israeliano, portiere della Stella Rossa.

## Statistiche

### Presenze e reti nei club
Statistiche aggiornate al 14 ottobre 2024.
| Stagione                 | Squadra                  | Campionato               | Campionato | Campionato | Coppe nazionali | Coppe nazionali | Coppe nazionali | Coppe continentali | Coppe continentali | Coppe continentali | Altre coppe | Altre coppe | Altre coppe | Totale | Totale |
| Stagione                 | Squadra                  | Comp                     | Pres       | Reti       | Comp            | Pres            | Reti            | Comp               | Pres               | Reti               | Comp        | Pres        | Reti        | Pres   | Reti   |
| ------------------------ | ------------------------ | ------------------------ | ---------- | ---------- | --------------- | --------------- | --------------- | ------------------ | ------------------ | ------------------ | ----------- | ----------- | ----------- | ------ | ------ |
| 2019-2020                | Sektzia Ness Ziona       | Lh                       | 26+7       | -39 + -6   | CI+CdL          | 0+4             | -4              | -                  | -                  | -                  | -           | -           | -           | 37     | -49    |
| 2020-2021                | Maccabi Haifa            | Lh                       | 4          | -8         | CI+CdL          | 0               | 0               | UEL                | 0                  | 0                  | -           | -           | -           | 4      | -8     |
| 2021-2022                | Hapoel Be'er Sheva       | Lh                       | 22+9       | -14 + -12  | CI+CdL          | 3+3             | -3 + -2         | UECL               | 0                  | 0                  | -           | -           | -           | 37     | -31    |
| 2022-2023                | Hapoel Be'er Sheva       | Lh                       | 25+10      | -18 + -10  | CI+CdL          | 1+0             | -2              | UECL               | 12                 | -9                 | SI          | 1           | -1          | 49     | -40    |
| Totale Hapoel Beer Sheva | Totale Hapoel Beer Sheva | Totale Hapoel Beer Sheva | 66         | -54        |                 | 7               | -7              |                    | 12                 | -9                 |             | 1           | -1          | 86     | -71    |
| 2023-2024                | Stella Rossa             | SL                       | 34         | -25        | CS              | 4               | -1              | UCL                | 6                  | -15                | -           | -           | -           | 44     | -41    |
| 2024-2025                | Stella Rossa             | SL                       | 4          | -2         | CS              | 0               | 0               | UCL                | 2                  | -6                 | -           | -           | -           | 6      | -8     |
| Totale Stella Rossa      | Totale Stella Rossa      | Totale Stella Rossa      | 38         | -27        |                 | 4               | -1              |                    | 8                  | -21                |             | -           | -           | 50     | -49    |
| Totale carriera          | Totale carriera          | Totale carriera          | 141        | -134       |                 | 15              | -12             |                    | 20                 | -30                |             | 1           | -1          | 177    | -177   |

### Cronologia presenze e reti in nazionale
| Cronologia completa delle presenze e delle reti in nazionale ― Israele | Cronologia completa delle presenze e delle reti in nazionale ― Israele | Cronologia completa delle presenze e delle reti in nazionale ― Israele | Cronologia completa delle presenze e delle reti in nazionale ― Israele | Cronologia completa delle presenze e delle reti in nazionale ― Israele | Cronologia completa delle presenze e delle reti in nazionale ― Israele | Cronologia completa delle presenze e delle reti in nazionale ― Israele | Cronologia completa delle presenze e delle reti in nazionale ― Israele |
| Data                                                                   | Città                                                                  | In casa                                                                | Risultato                                                              | Ospiti                                                                 | Competizione                                                           | Reti                                                                   | Note                                                                   |
| ---------------------------------------------------------------------- | ---------------------------------------------------------------------- | ---------------------------------------------------------------------- | ---------------------------------------------------------------------- | ---------------------------------------------------------------------- | ---------------------------------------------------------------------- | ---------------------------------------------------------------------- | ---------------------------------------------------------------------- |
| 2-9-2017                                                               | Haifa                                                                  | Israele                                                                | 0 – 1                                                                  | Macedonia                                                              | Qual. Euro 2020                                                        | -1                                                                     |                                                                        |
| 24-9-2022                                                              | Tel Aviv                                                               | Israele                                                                | 2 – 1                                                                  | Albania                                                                | UEFA Nations League 2022-2023 - 1º turno                               | -1                                                                     |                                                                        |
| 17-11-2022                                                             | Petah Tiqwa                                                            | Israele                                                                | 4 – 2                                                                  | Zambia                                                                 | Amichevole                                                             | -2                                                                     |                                                                        |
| 25-3-2023                                                              | Tel Aviv                                                               | Israele                                                                | 1 – 1                                                                  | Kosovo                                                                 | Qual. Euro 2024                                                        | -1                                                                     |                                                                        |
| 28-3-2023                                                              | Lancy                                                                  | Svizzera                                                               | 3 – 0                                                                  | Israele                                                                | Qual. Euro 2024                                                        | -3                                                                     |                                                                        |
| 19-6-2023                                                              | Budapest                                                               | Bielorussia                                                            | 1 – 2                                                                  | Israele                                                                | Qual. Euro 2024                                                        | -1                                                                     |                                                                        |
| 19-6-2023                                                              | Gerusalemme                                                            | Israele                                                                | 2 – 1                                                                  | Andorra                                                                | Qual. Euro 2024                                                        | -1                                                                     |                                                                        |
| 9-9-2023                                                               | Bucarest                                                               | Romania                                                                | 1 – 1                                                                  | Israele                                                                | Qual. Euro 2024                                                        | -1                                                                     |                                                                        |
| 12-9-2023                                                              | Tel Aviv                                                               | Israele                                                                | 1 – 0                                                                  | Bielorussia                                                            | Qual. Euro 2024                                                        | -                                                                      |                                                                        |
| 12-11-2023                                                             | Pristina                                                               | Kosovo                                                                 | 1 – 0                                                                  | Israele                                                                | Qual. Euro 2024                                                        | -1                                                                     |                                                                        |
| 15-11-2023                                                             | Felcsút                                                                | Israele                                                                | 1 – 1                                                                  | Svizzera                                                               | Qual. Euro 2024                                                        | -1                                                                     |                                                                        |
| 18-11-2023                                                             | Felcsút                                                                | Israele                                                                | 1 – 2                                                                  | Romania                                                                | Qual. Euro 2024                                                        | -2                                                                     |                                                                        |
| 21-3-2024                                                              | Budapest                                                               | Israele                                                                | 1 – 4                                                                  | Islanda                                                                | Qual. Euro 2024                                                        | -4                                                                     |                                                                        |
| 8-6-2024                                                               | Debrecen                                                               | Ungheria                                                               | 3 – 0                                                                  | Israele                                                                | Amichevole                                                             | -3                                                                     |                                                                        |
| 11-6-2024                                                              | Budapest                                                               | Bielorussia                                                            | 0 – 4                                                                  | Israele                                                                | Amichevole                                                             | -                                                                      | 71’                                                                    |
| 10-10-2024                                                             | Budapest                                                               | Israele                                                                | 1 – 4                                                                  | Francia                                                                | UEFA Nations League 2024-2025 - 1º turno                               | -4                                                                     | cap.                                                                   |
| 14-10-2024                                                             | Udine                                                                  | Italia                                                                 | 4 – 1                                                                  | Israele                                                                | UEFA Nations League 2024-2025 - 1º turno                               | -4                                                                     |                                                                        |
| 10-6-2025                                                              | Debrecen                                                               | Israele                                                                | 1 – 0                                                                  | Slovacchia                                                             | Amichevole                                                             | -                                                                      |                                                                        |
| Totale                                                                 |                                                                        | Presenze                                                               | 18                                                                     |                                                                        | Reti                                                                   | -30                                                                    |                                                                        |

## Palmarès

### Club

#### Competizioni nazionali
- Campionato israeliano: 1

Maccabi Haifa: 2020-2021
- Campionato serbo: 2

Stella Rossa: 2023-2024, 2024-2025
- Coppa di Serbia: 2

Stella Rossa: 2023-2024, 2024-2025